# Дача Половцова
Дача А. А. По́ловцова — дворец дипломата Александра Половцова на Каменном острове Санкт-Петербурга, построенный в 1912—1916 годах по проекту Ивана Фомина. Эталон русского неоклассицизма начала XX века.

## История

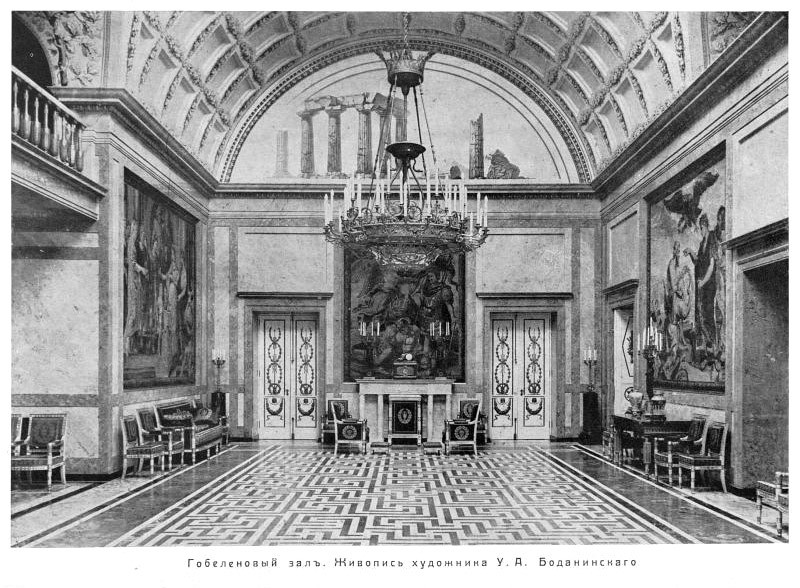
Гобеленовый зал, прим. 1915

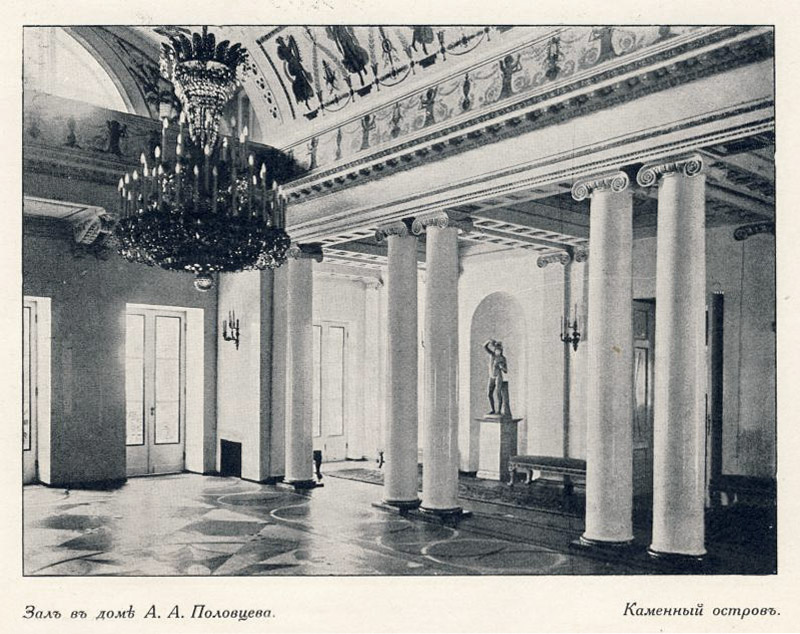
Зал, прим. 1915

### Строительство
Участок на юго-восточной стрелке Каменного острова в 1810 году Александр I пожаловал своему лекарю Карлу Сюзероту (C. A. Sauserotte), для которого по проекту Василия Стасова был вскоре построен двухэтажный деревянный дом со службами. Уже в 1816-м имение выкупил барон Людвиг Штиглиц. Спустя почти двадцать лет, в 1835 году по проекту архитектора Антона Матвеевича Куци (1800—1855) был построен особняк. После смерти Людвига Штиглица имение унаследовал его сын барон Александр. В этот период была куплена прилегавшая к имению соседняя дача А. А. Челищева и было решено расширить усадебный комплекс. Для этого пригласили архитектора Александра Ивановича Кракау, который в 1865—1867 создал ансамбль с регулярным садом, оранжереями, служебными и хозяйственными постройками.
В 1861 году приёмная дочь Штиглица Надежда вышла замуж за Александра Половцова. В 1884-м имение унаследовал их старший сын, в 1910-м он решил перестроить обветшавший и пострадавший от наводнений особняк Штиглица, включив стены здания в новый дворец.
Фомин спроектировал симметричное П-образное здание, обращённое к саду, с широкой колоннадой и греческим портиком. Фасады были выдержаны в строгом неоклассическом стиле. Техническую сторону перестройки разработал архитектор Карл Шмидт — ему принадлежал проект проведения водопровода и канализации, отопления, электричества. К 1913-му старый сад перепланировали, чтобы привести в гармонию с неоклассическим обликом нового дворца. Под руководством гражданского инженера Ивана Васильевича Экскузовича все обветшавшие деревянные постройки в имении разобрали, спроектировали новые и перенесли старые оранжереи, а также построили гараж.

### Описание
Внутренние помещения дворца имеют анфиладную планировку, все парадные залы располагались на первом этаже. Второй этаж отводился для жилых комнат — спален, детских, кабинетов, которые имели более сдержанную отделку. В прилегающем к основному поперечном корпусе располагались вспомогательные комнаты: шинельная, буфетная, моечные и т. п.. К работе над декором интерьеров Фомин привлёк коллег: декоративную роспись выполнил художник Усеин Боданинский, а резьбу по дереву — Роберт-Фридрих Мельцер.
Парадную анфиладу первого этажа открывает круглый вестибюль-ротонда с кессонированным куполом. За ним следует одно из самых примечательных помещений дворца — Гобеленовый зал. Вход в него расположен в глубокой нише, перекрытой аркой, одна из торцевых стен соединяет  его с соседним залом, открывая вид на овальную лестницу и высокий купол потолка. На облицованных искусственным серо-жёлтым мрамором стенах зала были развешаны шесть гобеленов «История императора Константина» работы Питера Рубенса. Эти гобелены были сотканы в 1622—1625 годах во Фландрии по заказу Людовика XIII, предположительно, их подарил Наполеон графу Петру Толстому при заключении Тильзитского мирного соглашения с Александром I. Александр Половцов-старший купил их у сына Петра Александровича. Также в зале стоял камин, перенесённый из Михайловского дворца.
За Гобеленовым следует Белоколонный или Танцевальный зал, протяжённый по главной продольной оси дворца. Два ряда ионических колонн разделяют его на три нефа, расписной коробовый свод остался ещё от дачи Штиглица. Справа от него располагалась Розовая гостиная, стены которой были отделаны розовым штофом. Пол зала был выложен наборным паркетом из девяти пород дерева, потолок украшен живописью. В гостиной стоял камин из белого итальянского мрамора.
Через пять остеклённых дверей из Белоколонного зала открывался зимний сад, последний зал парадной анфилады. Помещение имело полуциркульную форму, а дальняя стена была полностью стеклянной. В зимний сад были перенесены скульптуры «Девушка в хитоне» и мраморные статуи собак, которые прежде стояли в парке у главного входа.

### После революции
После революции здание национализировали, вскоре уже в 1920 году в нём устроили санаторий ВЦСПС. На фотографиях с торжественной церемонии открытия гобелены Рубенса ещё висят на стенах Белоколонного зала. Вскоре их заменили на полотно с изображением Владимира Ленина, часть передали в Эрмитаж, а некоторые отправили в магазин Комиссии улучшения жизни детей. Благодаря усилиям работников музея, в 1926 году эти работы тоже были переданы в Эрмитаж и коллекция воссоединилась.
В 1996 году певец Шура снял в особняке видеоклип на песню «Холодная луна». В клипе можно увидеть Гобеленовый и Белоколонный залы, а также зимний сад.
В 2003 году по решению арбитражного суда дачу Половцова передали в ведение Управления делами президента. В 2008-м дворец был отреставрирован и передан ВМФ под офицерский клуб. Для Гобеленового зала были сотканы копии полотен, хранящихся в Эрмитаже.